# Ramal ferroviario Salliqueló-Rivera
El Ramal Salliqueló - Rivera pertenece al Ferrocarril Domingo Faustino Sarmiento, Argentina.

## Ubicación
Se halla en la provincia de Buenos Aires en los partidos de Salliqueló y Adolfo Alsina.
Tiene una extensión de 51,5 km entre las ciudades de Salliqueló y Rivera.

## Servicios
Es un ramal secundario de la red, no presta servicios de pasajeros. Sus vías están concesionadas a la empresa FEPSA para servicios de cargas.

## Historia
El ramal empieza a construirse en 1904 y se habilita el 31 de diciembre de 1909 por el Ferrocarril Buenos Aires al Pacífico.

## Imágenes

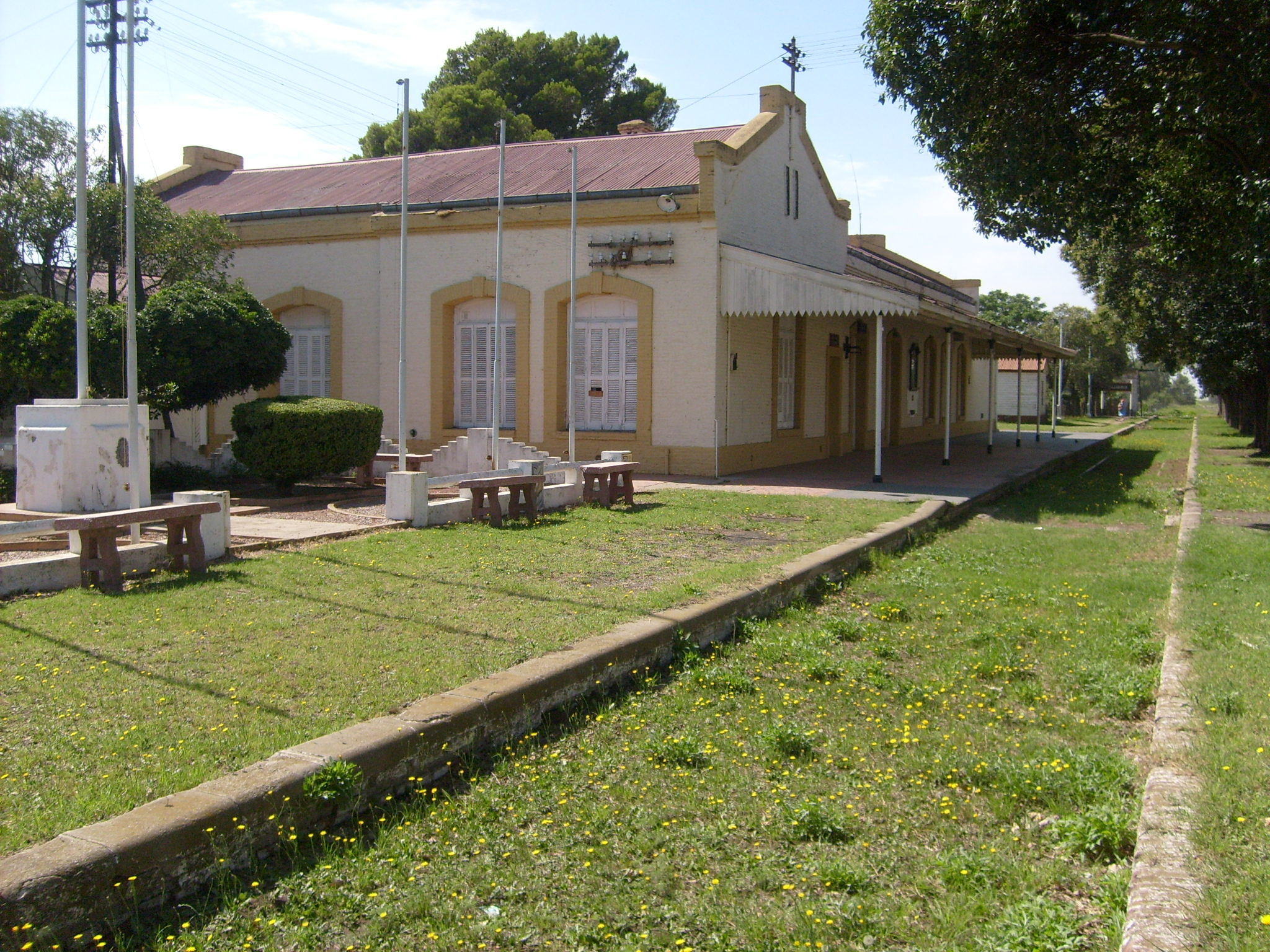
Estación Salliqueló